# Alkon
Alkon – postać w mitologii greckiej. Pochodził z Krety. Był łucznikiem i towarzyszem Herkulesa.
Jego strzały nigdy nie chybiały celu. Trafiał nimi przez pierścień umieszczony na głowie mężczyzny i potrafił rozłupać strzałę na dwie części, przebijając brzeszczot umieszczony jako cel. Kiedy jego syna zaatakował wąż, Alkon przebił gada jedną strzała, jednocześnie nie wyrządzając krzywdy synowi.